# Halucynacje
Halucynacje (omamy) (łac.: (h)al(l)ucinatio = majaczenie lub (h)al(l)ucinari = bredzić, majaczyć, śnić) – spostrzeżenia zmysłowe pojawiające się bez wystąpienia zewnętrznego bodźca i niebędące zarazem zniekształceniem istniejących bodźców zewnętrznych.
Halucynacje dzielą się na: słuchowe, wzrokowe, węchowe, smakowe oraz somatyczne.
Omamy zalicza się do objawów pozytywnych.
Do grupy halucynacji należą także pseudohalucynacje – są spostrzeżeniami, które powstają bez udziału bodźców zewnętrznych, chory odbiera te spostrzeżenia patologiczne jako rzeczywiste, lecz odbierane są przez niego jako dochodzące spoza miejsc dostępnych percepcji właściwych dla danego zmysłu, np. omamy rzekome słuchowe dochodzą z wnętrza ciała, zaś rzekome omamy wzrokowe wyświetlają się w oczach. Omamy rzekome stanowią istotny element (często jedyny) zespołu paranoidalnego.
Omamy należy odróżnić od złudzeń.

## Halucynacje słuchowe
Omamy słuchowe odnoszą się do fałszywych doznań zmysłowych związanych z narządem słuchu. Należą one do najczęściej występujących halucynacji w psychiatrii. Dzielą się na omamy elementarne (dotyczące prostych dźwięków jak gwizdy, stuki, itp.) oraz złożone, które dodatkowo można podzielić na:
- słyszalne myśli: chory słyszy własne myśli, zanim zostaną one wypowiedziane lub głos powtarza jego myśli od razu po ich powstaniu (echo myśli)
- omamy w drugiej osobie: pacjent słyszy głos bądź głosy, które wypowiadają się bezpośrednio do niego; głosy mogą wypowiadać choremu polecenia (omamy nakazujące), chwalić go bądź krytykować
- omamy w trzeciej osobie: pacjent słyszy głos lub głosy, które rozmawiają o nim, komentują jego myśli i zachowanie

## Halucynacje wzrokowe
Halucynacje wzrokowe odnoszą się do fałszywych doznań związanych z narządem wzroku. Występują one najczęściej w zaburzeniach psychoorganicznych (takich jak m.in. majaczenie, otępienie) oraz podczas zażywania substancji psychoaktywnych (m.in. LSD i meskaliny).

## Halucynacje somatyczne
Omamy somatyczne dotyczą fałszywych doznań z ciała (jego wnętrza i powierzchni). Dzieli się je na:
- omamy powierzchniowe: objawiają się fałszywym doznaniem dotyku, mrowienia, pełzania owadów na lub pod skórą (halucynoza pasożytnicza); fałszywymi odczuciami zimna, ciepła lub wilgoci
- omamy trzewne: fałszywe doznania pochodzące z wnętrza ciała objawiające się jako wrażenie przesuwania się narządów wewnętrznych, pulsowanie ich bądź kurczenie
- omamy kinestetyczne: objawiają się fałszywymi doznaniami dotyczącymi mięśni i stawów (np. odczuwanie skręcania kończyn)

## Klasyfikacja ICD10
| kod ICD10     | nazwa choroby                                                                      |
| ------------- | ---------------------------------------------------------------------------------- |
| ICD-10: R43.1 | Węch opaczny lub omam węchowy                                                      |
| ICD-10: R44   | Inne symptomy i objawy chorobowe dotyczące odczuwania i spostrzegania              |
| ICD-10: R44.0 | Halucynacje słuchowe                                                               |
| ICD-10: R44.1 | Halucynacje wzrokowe                                                               |
| ICD-10: R44.2 | Halucynacje inne                                                                   |
| ICD-10: R44.3 | Halucynacje nieokreślone                                                           |
| ICD-10: R44.8 | Inne i nieokreślone objawy i oznaki chorobowe dotyczące odczuwania i spostrzegania |